# Hacıhasan (Karataş)
Hacıhasan ist ein Ortsteil (Mahalle) im Landkreis Karataş der türkischen Provinz Adana mit 167 Einwohnern (Stand: Ende 2024). Im Jahr 2011 hatte der Ort 72 Einwohner.